# Потпис
Потпис је руком писани и обично улепшан приказ нечијег имена, надимка или било какво обележје те особе (у средњем веку је то обично био крст) које служи за потврђивање идентитета или намере. За особу, предузеће или државу, у чије име нека особа одлучује, која потпише неки споразум и слично, каже се да је потписник. Потпис може бити погрешно поистовећен са аутограмом, који је првенствено уметничко изражавање. То доводи до забуне када особа користи псеудоним као аутограм, док јој потпис остаје прави (некад чак и у тајности). Тако је најчешће код књижевних псеудонима (нпр. Сиси ван Марксфелт) и уметничких имена (нпр. Беби Дол).